# فرودگاه بین‌المللی پرزیدانت مدیچی
فرودگاه بین‌المللی پرزیدانت مدیچی (به انگلیسی: Presidente Médici International Airport) (به زبان بومی: Aeroporto Internacional Presidente Médici) یک فرودگاه همگانی و نظامی مسافربری است . این فرودگاه در کشور برزیل قرار دارد .